# Bělásek řepový
Bělásek řepový (Pieris rapae) je malý až středně velký motýl z čeledi běláskovitých.
Obývá velké území Evropy, severní Afriku a Asii a jako nepůvodní druh i Severní Ameriku, Austrálii a Nový Zéland, kde je často považován za škůdce.

## Vzhled
Bělásek řepový se vzhledem velmi podobá běláskovi zelnému, s kterým bývá často zaměňován. V rozpětí křídel měří 32–47 mm, jejich vrchní strana je přitom smetanově bílá s tmavými konci. Samice zde mají také dvě zřetelné tmavé skvrny, které samci zcela postrádají. Spodní strana křídel je nažloutlá se zřetelným tmavým poprášením.

## Život

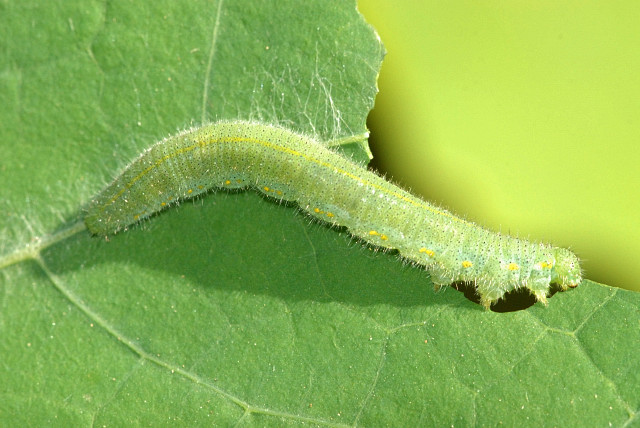
Housenka

Objevuje se již časně zjara a venku poletuje až do prvních podzimních mrazů. Ročně se vyskytuje obvykle ve dvou, ale i ve více generacích. Samice klade vajíčka na listy brukvovitých rostlin (zelí, hořčice, brokolice, křenu aj.), kde mohou housenky následně napáchat značné škody. Kukla přezimovává.